# Spanner (revista)
Spanner fue una revista británica sobre socialismo sin mercado creado por estudiantes del Imperial College London,.

## Historia
En octubre de 1987, la rama de Guildford del Partido Socialista de Gran Bretaña hizo circular un documento de debate en torno al Partido que iba a crear controversia. Surgió de discusiones dentro del Partido sobre cómo podría organizarse la sociedad socialista para resolver de manera más efectiva los problemas dejados por el capitalismo. El documento, titulado "El camino al socialismo", cuestionó a un nivel fundamental la visión establecida del Partido Socialista sobre cómo es probable que surja el socialismo, calificándola de teoría de la revolución del "Big Bang".
Argumentaba que el Partido necesitaba desarrollar "un modelo multidimensional más sofisticado de transformación socialista que, sin embargo, incorpora las ideas más útiles de la vieja teoría", pero era precisamente lo que se entendía por "multidimensional" lo que iba a causar dificultades.

## Ideología
Lo que Guildford tenía en mente era que el creciente movimiento socialista tendría un profundo impacto económico en el funcionamiento del capitalismo antes del derrocamiento de la clase capitalista y el establecimiento formal del socialismo. Afirmaron que los socialistas usarían su influencia política (a través de la legislatura y los consejos locales) para ajustar los patrones de ingresos y gastos estatales en direcciones "socialistas", incluida la provisión de servicios gratuitos.
Inspirándose en escritores como André Gorz, también afirmaron que los socialistas alentarían el crecimiento del sector voluntario no monetario de la economía y deberían desempeñar un papel decisivo en el desarrollo de redes de apoyo para las cooperativas y los esquemas LETS. En resumen, la visión de Guildford era gradualista en la que la concepción materialista de la historia aplicada a la llegada del socialismo daba un vuelco: la estructura económica de la sociedad se transformaría esencialmente antes de la captura socialista del poder político, y no después.
En el escenario de Guildford, la captura del poder político sería simplemente un ejercicio de limpieza, diseñado para prescindir de las áreas capitalistas restantes de la economía.

## Recepción
Esta crítica de la estrategia revolucionaria del Partido fue refutada vigorosamente en otras circulares de ramas y miembros y en una conferencia del Partido; la perspectiva de Guildford sólo recibió un apoyo limitado desde fuera de la propia rama.
Si bien la mayoría de los miembros reconocieron fácilmente que el crecimiento del movimiento socialista tendría impactos profundos y tal vez impredecibles, y si bien la posición ya establecida del Partido era que los socialistas se organizarían tanto en el frente económico como en el frente político para asegurar el cambio fluido de producción y distribución del capitalismo al socialismo, esto no equivalía a buscar moldear el capitalismo en socialismo desde dentro, de manera gradual.
Como el Partido había atacado durante mucho tiempo a las cooperativas y la idea de que el Estado podía ofrecer cada vez más servicios de forma “gratuita”, la perspectiva de Guildford avanzó poco y su crítica fue en gran medida descartada como una caricatura de la concepción del Partido de la revolución socialista.